# Liga dos Campeões da CONCACAF de 2009–10
A Liga dos Campeões da CONCACAF 2009-10 foi a 45ª edição da Liga dos Campeões da CONCACAF, a 2ª no formato atual. O torneio começou em julho de 2009 e terminou no dia  28 de abril de 2010.
O certame teve como campeão o mexicano Pachuca, que na final venceu o compatriota Cruz Azul. O Pachuca conquistou seu 4º título, 3° num intervalo de 4 anos.

## Equipes Classificadas
| País                       | Equipe                | Classificação                                                           |
| -------------------------- | --------------------- | ----------------------------------------------------------------------- |
| México · (4 vagas)         | Toluca                | Campeão do Apertura 2008                                                |
| México · (4 vagas)         | Pumas UNAM            | Campeão do Clausura 2009                                                |
| México · (4 vagas)         | Cruz Azul             | Vice-Campeão do Apertura 2008                                           |
| México · (4 vagas)         | Pachuca               | Vice-Campeão do Clausura 2009                                           |
| Estados Unidos · (4 vagas) | Columbus Crew         | Campeão da MLS Cup 2008 e MLS Supporters' Shield 2008*                  |
| Estados Unidos · (4 vagas) | Houston Dynamo        | Vice-Campeão do MLS Supporters' Shield 2008*                            |
| Estados Unidos · (4 vagas) | Red Bull New York     | Vice-Campeão da MLS Cup 2008                                            |
| Estados Unidos · (4 vagas) | DC United             | Campeão do Copa dos Estados Unidos 2008                                 |
| Costa Rica · (3 vagas)     | Deportivo Saprissa    | Campeão do Apertura 2008                                                |
| Costa Rica · (3 vagas)     | Herediano             | Vice-Campeão do Clausura 2009                                           |
| Costa Rica · (3 vagas)     | Liberia Mía           | Equipe com mais pontos na soma do Apertura e Clausura 2008 e 2009       |
| Honduras · (3 vagas)       | Marathón              | Campeão do Apertura 2008                                                |
| Honduras · (3 vagas)       | Olimpia               | Campeão do Clausura 2009                                                |
| Honduras · (3 vagas)       | Real España           | Terceira vaga cedida no lugar de Belize que não terá times nesta edição |
| Guatemala · (2 vagas)      | Comunicaciones        | Campeão do Apertura 2008                                                |
| Guatemala · (2 vagas)      | Deportivo Jalapa      | Campeão do Clausura 2009                                                |
| El Salvador · (2 vagas)    | Isidro Metapán        | Campeão do Apertura 2008                                                |
| El Salvador · (2 vagas)    | Luís Ángel Firpo      | Campeão do Clausura 2009                                                |
| Panamá · (2 vagas)         | Árabe Unido           | Campeão do Apertura 2008                                                |
| Panamá · (2 vagas)         | San Francisco         | Campeão do Clausura 2009                                                |
| Canadá · (1 vaga)          | Toronto FC            | Campeão do Campeonato Canadense de Futebol 2009                         |
| CFU (3 vagas)              | W Connection          | Campeão da Campeonato de Clubes da CFU 2009                             |
| CFU (3 vagas)              | Puerto Rico Islanders | Vice-Campeão da Campeonato de Clubes da CFU 2009                        |
| CFU (3 vagas)              | San Juan Jabloteh     | Terceiro Lugar da Campeonato de Clubes da CFU 2009                      |

* - Como o Columbus Crew ganhou a MLS Cup e o MLS Supporters' Shield de 2008, o vice-campeão da MLS Supporters' Shield 2008 (Houston Dynamo) foi o classificado.

## Fase Preliminar
As partidas de ida da fase preliminar foram disputadas nos dias 28, 29 e 30 de julho, enquanto que as de volta nos dias 4, 5 e 6 de agosto.
| Time 1              | Total        | Time 2                | ida | volta |
| ------------------- | ------------ | --------------------- | --- | ----- |
| San Francisco       | 2–3          | San Juan Jabloteh     | 2–0 | 0–3   |
| Pachuca             | 10–1         | Deportivo Jalapa      | 3–0 | 7–1   |
| Williams Connection | 4–3          | Red Bull New York     | 2–2 | 2–1   |
| Olimpia             | 2–2          | Árabe Unido ¹         | 2–1 | 0–1   |
| Herediano           | 2–6          | Cruz Azul             | 2–6 | 0–0   |
| DC United           | 2–2 (5-4 p.) | Luís Ángel Firpo      | 1–1 | 1–1   |
| Liberia Mía         | 3–6          | Real España           | 3–0 | 0–6   |
| Toronto FC          | 0–1          | Puerto Rico Islanders | 0–1 | 0–0   |

## Fase de grupos
| Legenda                       |
| Classificados para fase final |
| Eliminados                    |

### Grupo A
| Equipe         | PJ | V | E | D | GM | GS | SG  | Pts |
| -------------- | -- | - | - | - | -- | -- | --- | --- |
| Pachuca        | 6  | 5 | 0 | 1 | 15 | 4  | +11 | 15  |
| Árabe Unido    | 6  | 3 | 1 | 2 | 13 | 9  | +4  | 10  |
| Houston Dynamo | 6  | 2 | 1 | 3 | 9  | 8  | +1  | 7   |
| Isidro Metapán | 6  | 1 | 0 | 5 | 3  | 19 | −16 | 3   |

|                | ARA | HOU | MET | PAC |
| -------------- | --- | --- | --- | --- |
| Árabe Unido    | –   | 1–1 | 6–0 | 4–1 |
| Houston Dynamo | 5–1 | –   | 1–0 | 0–1 |
| Isidro Metapán | 0–1 | 3–2 | –   | 0–4 |
| Pachuca        | 2–0 | 2–0 | 5–0 | –   |

### Grupo B
| Equipe            | PJ | V | E | D | GM | GS | SG  | Pts |
| ----------------- | -- | - | - | - | -- | -- | --- | --- |
| Toluca            | 6  | 4 | 1 | 1 | 15 | 4  | +11 | 13  |
| Marathón          | 6  | 4 | 0 | 2 | 12 | 14 | −2  | 12  |
| D.C. United       | 6  | 3 | 1 | 2 | 12 | 8  | +4  | 10  |
| San Juan Jabloteh | 6  | 0 | 0 | 6 | 4  | 17 | −13 | 0   |

|                   | DCU | MAR | SJJ | TOL |
| ----------------- | --- | --- | --- | --- |
| D.C. United       | –   | 3–0 | 5–1 | 1–3 |
| Marathón          | 3–1 | –   | 3–1 | 2–0 |
| San Juan Jabloteh | 0–1 | 2–4 | –   | 0–1 |
| Toluca            | 1–1 | 7–0 | 3–0 | –   |

### Grupo C
| Equipe                | PJ | V | E | D | GM | GS | SG  | Pts |
| --------------------- | -- | - | - | - | -- | -- | --- | --- |
| Cruz Azul             | 6  | 5 | 1 | 0 | 16 | 4  | +12 | 16  |
| Columbus Crew         | 6  | 2 | 2 | 2 | 5  | 9  | −4  | 8   |
| Saprissa              | 6  | 1 | 2 | 3 | 6  | 8  | −2  | 5   |
| Puerto Rico Islanders | 6  | 0 | 3 | 3 | 6  | 12 | −6  | 3   |

|               | CLB | CRU | PRI | SAP |
| ------------- | --- | --- | --- | --- |
| Columbus Crew | –   | 0–2 | 2–0 | 1–1 |
| Cruz Azul     | 5–0 | –   | 2–0 | 2–0 |
| Islanders     | 1–1 | 3–3 | –   | 1–1 |
| Saprissa      | 0–1 | 1–2 | 3–1 | –   |

### Grupo D
| Equipe         | PJ | V | E | D | GM | GS | SG | Pts |
| -------------- | -- | - | - | - | -- | -- | -- | --- |
| UNAM           | 6  | 4 | 1 | 1 | 15 | 6  | +9 | 13  |
| Comunicaciones | 6  | 3 | 0 | 3 | 6  | 8  | −2 | 9   |
| W Connection   | 6  | 2 | 1 | 3 | 10 | 9  | +1 | 7   |
| Real España    | 6  | 2 | 0 | 4 | 6  | 14 | −8 | 6   |

|                | COM | RES | UNAM | WCO |
| -------------- | --- | --- | ---- | --- |
| Comunicaciones | –   | 2–0 | 2–1  | 0–3 |
| Real España    | 2–0 | –   | 1–5  | 1–0 |
| UNAM           | 1–0 | 4–0 | –    | 2–1 |
| W Connection   | 1–2 | 3–2 | 2–2  | –   |

## Fase final
|  | 9 a 18 de Março | 9 a 18 de Março | 9 a 18 de Março | 9 a 18 de Março |   |            | 30 de Março a 7 de Abril | 30 de Março a 7 de Abril | 30 de Março a 7 de Abril | 30 de Março a 7 de Abril |  |           | 21 a 28 de Abril | 21 a 28 de Abril | 21 a 28 de Abril | 21 a 28 de Abril |  |  |
|  |                 |                 |                 |                 |   |            |                          |                          |                          |                          |  |           |                  |                  |                  |                  |  |  |
|  |                 |                 |                 |                 |   |            |                          |                          |                          |                          |  |           |                  |                  |                  |                  |  |  |
|  | Marathón        | 2               | 1               | 3               |   |            |                          |                          |                          |                          |  |           |                  |                  |                  |                  |  |  |
|  | Pumas UNAM      | 0               | 6               | 6               |   |            |                          |                          |                          |                          |  |           |                  |                  |                  |                  |  |  |
|  | Pumas UNAM      | 0               | 6               | 6               |   | Pumas UNAM | 1                        | 0                        | 1                        |                          |  |           |                  |                  |                  |                  |  |  |
|  |                 |                 |                 |                 |   | Pumas UNAM | 1                        | 0                        | 1                        |                          |  |           |                  |                  |                  |                  |  |  |
|  |                 | Cruz Azul       | 0               | 5               | 5 |            |                          |                          |                          |                          |  |           |                  |                  |                  |                  |  |  |
|  | Árabe Unido     | Cruz Azul       | 0               | 5               | 5 | 0          | 0                        | 0                        |                          |                          |  |           |                  |                  |                  |                  |  |  |
|  | Árabe Unido     |                 |                 |                 |   | 0          | 0                        | 0                        |                          |                          |  |           |                  |                  |                  |                  |  |  |
|  | Cruz Azul       | 1               | 3               | 4               |   |            |                          |                          |                          |                          |  |           |                  |                  |                  |                  |  |  |
|  | Cruz Azul       | 1               | 3               | 4               |   |            |                          |                          |                          |                          |  | Cruz Azul | 2                | 0                | 2                |                  |  |  |
|  |                 |                 |                 |                 |   |            |                          |                          |                          |                          |  | Cruz Azul | 2                | 0                | 2                |                  |  |  |
|  |                 | Pachuca (g.f.)  | 1               | 1               | 2 |            |                          |                          |                          |                          |  |           |                  |                  |                  |                  |  |  |
|  | Columbus Crew   | Pachuca (g.f.)  | 1               | 1               | 2 | 2          | 2                        | 4                        |                          |                          |  |           |                  |                  |                  |                  |  |  |
|  | Columbus Crew   |                 |                 |                 |   | 2          | 2                        | 4                        |                          |                          |  |           |                  |                  |                  |                  |  |  |
|  | Toluca          | 2               | 3               | 5               |   |            |                          |                          |                          |                          |  |           |                  |                  |                  |                  |  |  |
|  | Toluca          | 2               | 3               | 5               |   | Toluca     | 1                        | 0                        | 1                        |                          |  |           |                  |                  |                  |                  |  |  |
|  |                 |                 |                 |                 |   | Toluca     | 1                        | 0                        | 1                        |                          |  |           |                  |                  |                  |                  |  |  |
|  |                 | Pachuca         | 1               | 1               | 2 |            |                          |                          |                          |                          |  |           |                  |                  |                  |                  |  |  |
|  | Comunicaciones  | Pachuca         | 1               | 1               | 2 | 1          | 1                        | 2                        |                          |                          |  |           |                  |                  |                  |                  |  |  |
|  | Comunicaciones  |                 |                 |                 |   | 1          | 1                        | 2                        |                          |                          |  |           |                  |                  |                  |                  |  |  |
|  | Pachuca         | 1               | 2               | 3               |   |            |                          |                          |                          |                          |  |           |                  |                  |                  |                  |  |  |

### Quartas-de-final
Jogos de ida
| 9 de março de 2010 | Columbus Crew    | 2 – 2     | Toluca               | Columbus Crew Stadium, Columbus           |
| 20:00              | Lenhart 65', 83' | Relatório | 19' Sinha · 44' Ríos | Público: 4,402 Árbitro: Courtney Campbell |

| 10 de março de 2010 | Marathón                             | 2 – 0     | UNAM | Estadio Olímpico Metropolitano, San Pedro Sula |
| 20:00               | Martínez 18' (pen) · Mejía 53' (pen) | Relatório |      | Público: 12,297 Árbitro: Walter Quesada        |

| 10 de março de 2010 | Comunicaciones | 1 – 1     | Pachuca    | Estadio Mateo Flores, Guatemala City   |
| 22:00               | Fonseca 73'    | Relatório | 1' Aguilar | Público: 7,438 Árbitro: Roberto Moreno |

| 11 de março de 2010 | Árabe Unido | 0 – 1     | Cruz Azul   | Estadio Armando Dely Valdés, Colón   |
| 20:00               |             | Relatório | 70' Riveros | Público: 2,500 Árbitro: Walter López |

Jogos de volta
| 16 de março de 2010 | Pachuca                  | 2 – 1     | Comunicaciones    | Estadio Hidalgo, Pachuca              |
| 22:00               | Aguilar 72' · Montes 88' | Relatório | 75' (pen) Fonseca | Público: 13,000 Árbitro: Terry Vaughn |

| 17 de março de 2010 | Toluca                              | 3 – 2     | Columbus Crew            | Estadio Nemesio Díez, Toluca      |
| 20:00               | Mancilla 47' (pen) · Sinha 57', 72' | Relatório | 45' (pen), 70' Schelotto | Público: 6,946 Árbitro: Paul Ward |

| 17 de março de 2010 | Cruz Azul                      | 3 – 0     | Árabe Unido | Estádio Azul, Cidade do México      |
| 22:00               | Orozco 50', 75' · Villaluz 64' | Relatório |             | Público: 3,140 Árbitro: José Pineda |

| 18 de março de 2010 | UNAM                                                          | 6 – 1     | Marathón           | Estadio Olímpico, Cidade do México  |
| 22:00               | Barrera 3' · Íñiguez 20', 35' · Bravo 50' · Palencia 63', 90' | Relatório | 53' (g.c.) Chiapas | Público: 8,500 Árbitro: Neal Brizan |

### Semifinais
Jogos de ida
| 30 de março de 2010 | Toluca     | 1 – 1     | Pachuca       | Estadio Nemesio Díez, Toluca              |
| 22:00               | Dueñas 78' | Relatório | 34' Cvitanich | Público: 13,898 Árbitro: Ricardo Arellano |

| 31 de março de 2010 | UNAM        | 1 – 0     | Cruz Azul | Estádio Olímpico, Cidade do México                      |
| 22:00               | Barrera 24' | Relatório |           | Público: 32,177 Árbitro: José Alfredo Peñaloza Sototion |

Jogos de volta
| 6 de abril de 2010 | Cruz Azul                                                        | 5 – 0     | UNAM | Estádio Azul, Cidade do México          |
| 22:00              | Riveros 37' · Cervantes 74' · Cortés 77' · Chávez 84' · Lugo 90' | Relatório |      | Público: 28,900 Árbitro: Mauricio Moral |

| 7 de abril de 2010 | Pachuca     | 1 – 0     | Toluca | Estadio Hidalgo, Pachuca                       |
| 20:00              | Brambila 6' | Relatório |        | Público: 25,000 Árbitro: Roberto García Orozco |

### Final
Jogo de ida
| 21 de abril de 2010 | Cruz Azul                        | 2 – 1     | Pachuca     | Estádio Azul, Cidade do México            |
| 22:00               | Villa 20' · Rodríguez 24' (g.c.) | Relatório | 69' Álvarez | Público: 16,186 Árbitro: Benito Archundia |

Jogo de volta
| 28 de abril de 2010 | Pachuca       | 1 – 0     | Cruz Azul | Estadio Hidalgo, Pachuca                         |
| 20:00               | Benítez 90+3' | Relatório |           | Público: 26,500 Árbitro: Marco Antonio Rodríguez |

## Premiações
| CONCACAF 2009-10          |
| ------------------------- |
| Pachuca Campeão 4º título |

## Artilharia
| Ranking | Nome                | Clube          | Gols |
| ------- | ------------------- | -------------- | ---- |
| 1       | Ulises Mendivil     | Pachuca        | 9    |
| 2       | Orlando Rodríguez   | Árabe Unido    | 8    |
| 3       | Jonathan Faña Frias | W Connection   | 5    |
| 3       | Carlos Pavón        | Real España    | 5    |
| 3       | Pablo Zeballos      | Cruz Azul      | 5    |
| 3       | Javier Orozco       | Cruz Azul      | 5    |
| 7       | Edgar Benítez       | Pachuca        | 4    |
| 7       | Douglas Matosso     | Real España    | 4    |
| 7       | Paúl Aguilar        | Pachuca        | 4    |
| 7       | Francisco Palencia  | UNAM           | 4    |
| 11      | Steven Lenhart      | Columbus Crew  | 3    |
| 11      | Rolando Fonseca     | Comunicaciones | 3    |
| 11      | Christian Gómez     | D.C. United    | 3    |
| 11      | Dante López         | UNAM           | 3    |
| 11      | Luciano Emilio      | D.C. United    | 3    |
| 11      | Walter Martínez     | Marathón       | 3    |
| 11      | Raúl Nava           | Toluca         | 3    |
| 11      | Alejandro Vela      | Cruz Azul      | 3    |
| 11      | Héctor Mancilla     | Toluca         | 3    |
| 11      | Sinha               | Toluca         | 3    |
| 11      | Ismael Íñiguez      | UNAM           | 3    |
| 11      | Pablo Barrera       | UNAM           | 3    |
| 11      | Cristian Riveros    | Cruz Azul      | 3    |

- Jogadores em negrito ainda estão disputando a competição.